# Maksymilian Hartlik
Maksymilian Hartlik (ur. 11 października 1910 w Szarleju, zm. 25 lipca 1949 w Chorzowie) – polski lekkoatleta, długodystansowiec, trzykrotny mistrz Polski.
Był mistrzem Polski w biegu na 5000 metrów w 1932 oraz w biegu przełajowym w 1932 i 1933, wicemistrzem w biegu przełajowym w 1934, a także brązowym medalistą w biegu przełajowym w 1931, w biegu na 5000 metrów w 1934 oraz w biegu na 10 000 metrów w 1934 i w 1936.
W latach 1931–1932 wystąpił w czterech meczach reprezentacji Polski (5 startów), bez zwycięstw indywidualnych.
Rekordy życiowe:
- bieg na 1500 metrów – 4:14,0 (25 września 1932, Praga)
- bieg na 3000 metrów – 8:59,0 (28 września 1932, Wiedeń)
- bieg na 5000 metrów – 15:33,0 (25 września 1932, Praga)
- bieg na 10 000 metrów – 33:00,1 (26 września 1936, Wilno)

Był zawodnikiem klubu Stadion Chorzów (1930-1937) (wcześniej pod nazwą Stadion Królewska Huta).